# 투탕카멘의 가면

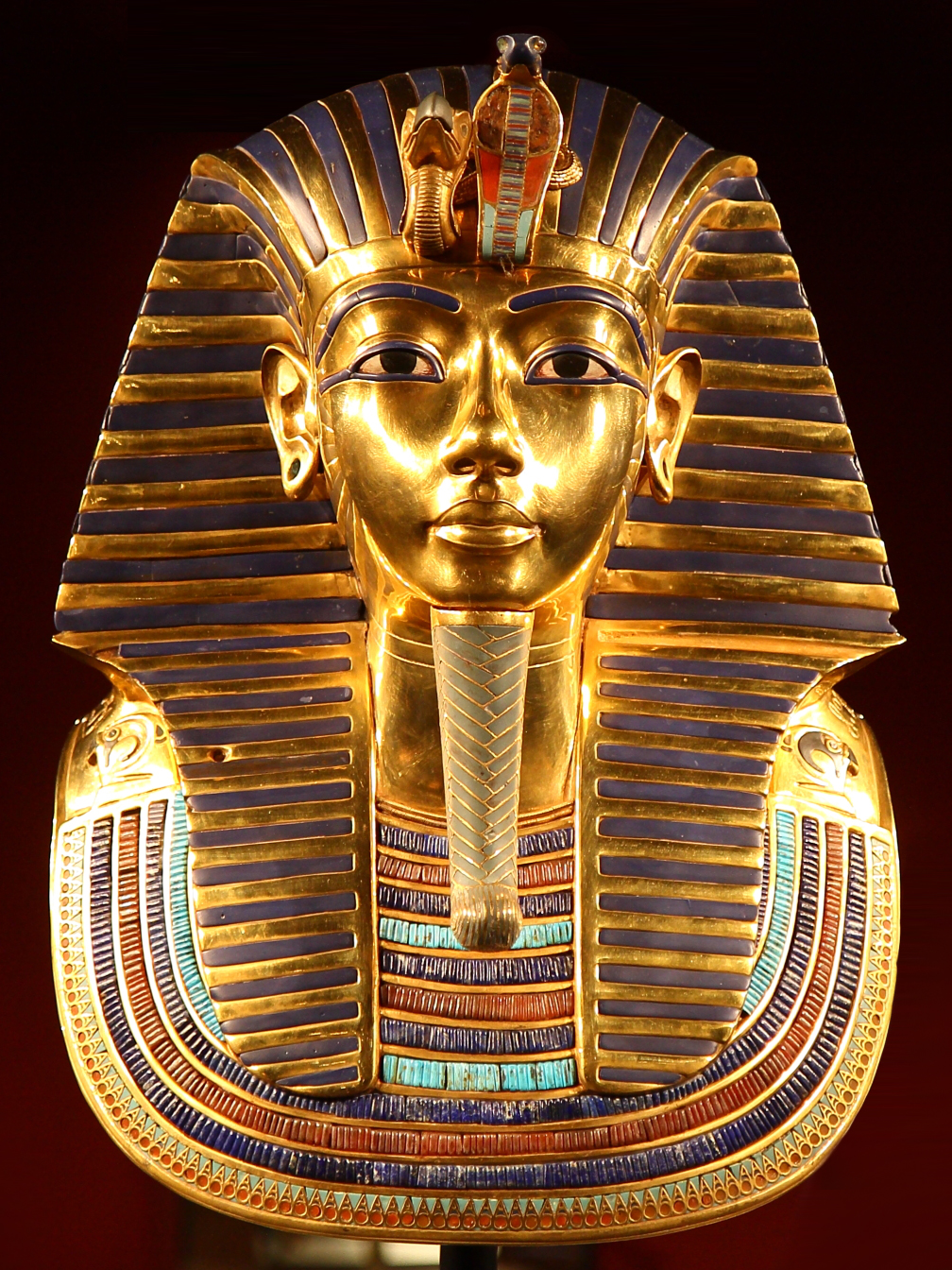
투탕카멘의 가면

투탕카멘의 가면, 투탕카멘의 장례 가면, 혹은 투탕카멘의 황금 마스크는 고대 이집트 제18왕조의 파라오였던 투탕카멘 (기원전 1323 - 1332년)의 장례 가면이다. 1925년 하워드 카터가 KV62 무덤에서 발견한 유물로, 현재 이집트 카이로의 이집트 박물관에 소장되어 있다. 이집트 미술을 넘어 세계에서 가장 유명한 미술 작품이기도 하다.
이집트에서 장례 가면은 제4왕조 (기원전 2575 - 2467년)부터 사용되었으나 신왕조 시대 (기원전 1550 - 1070년)에 이르러 보석 세공이 점차 많이 사용되면서 장례 가면도 훨씬 정교해졌다. 이러한 흐름 속에서 제작된 투탕카멘 가면은 호화로운 재료와 뛰어난 기술이 결합되면서 웅장하고 복합적인 인상을 도출하고 있다.

## 상세
이집트의 장례 가면은 망자의 시신에 도사릴 위험으로부터 보호하는 중요한 역할을 했다. 때문에 시신이 방부 처리되면 사제들이 <사자의 서>의 주문을 암송하는 사이 가면을 씌워 파라오의 머리를 보호하도록 했다. 가면은 무늬모자에 부착해 다시 두꺼운 수지로 시신에 붙였다. 1925년 하워드 카터가 발굴할 당시 투탕카멘의 가면은 매우 단단하게 부착되어 있어 미라의 머리가 몸통에서 떨어진 뒤에야 가면을 분리할 수 있었다.
투탕카멘의 가면은 얇은 금판을 망치로 두드려 제작하였다. 이보다 더 수수한 가면의 경우에도 얼굴의 특징과 그밖의 세부묘사는 이뤄졌으나, 투탕카멘의 가면은 가면 전반의 폭넓은 상감 기법으로 화려한 효과를 내고 있다. 특히 얼굴 양옆에 달린 네메스의 깃에서 잘 드러나는데, 전통적으로 파라오가 쓰는 모자였던 이 네메스는 당시로서는 매우 비싼 재료인 금과 청금석으로 만들어졌다. 깃 아래쪽에는 청금석, 루비, 흑요석, 청록유리 등의 재료로 상감 처리가 되어 있으며, 매의 머리로 장식된 황금 견장이 부착되어 있다. 이 매의 눈과 부리는 흑요석으로 제작되었으며, 하늘의 신 호루스가 동물의 모습으로 나타났다고 하여 파라오의 신성함을 나타내는 상징이 되었다.
파라오의 이마에는 코브라와 독수리 모양의 장식이 달려 있다. 왼편에는 파라오의 전통적인 머리 장식인 우라에우스 (코브라)로 하이집트의 여신 우제트를 상징하며, 당장이라도 불꽃을 내뿜을 듯 뒷다리로 서 있다. 우라에우스 옆에 달린 독수리 머리는 반대로 상이집트의 여신인 네크베트의 상징이다.

## 참고 문헌
- Reeves, Nicholash (2015). 〈Tutankhamun's Mask Reconsidered〉.   Oppenheim, Adela; Goelet, Ogden. 《Bulletin of the Egyptological Seminar》 19. Egyptological Seminar of New York. ISBN 978-0-9816-1202-7.
- 스티븐 파딩 외  (2011). 《This is Art》. 하지은·이사빈·이승빈 옮김. 마로니에북스. 32-33p.